# Nectopsyche pavida
Nectopsyche pavida är en nattsländeart som först beskrevs av Hagen 1861.  Nectopsyche pavida ingår i släktet Nectopsyche och familjen långhornssländor. Inga underarter finns listade i Catalogue of Life.